# Йордан Марчинков
Йордан Светославов Марчинков е български поп певец.

## Биография
Роден е на 7 декември 1944 г. в София в семейството на български виолончелист и шведка – Брита. Баща му е бил помощник-концертмайстор на царската филхармония, а след 9 септември 1944 г. тръгват с Александър Попов да изграждат симфоничните оркестри във Варна, Пловдив, Бургас и Русе. Харесва му във Варна и остава. Детството си прекарва във Варна и става първият шампион по тенис за юноши там. През 1969 г. завършва Естрадния отдел при Българска държавна консерватория в класа на Ирина Чмихова заедно с Мими Иванова, Петър Чернев, Ангелина Баева и Мустафа Чаушев. Жени се за Стефка Берова, която също е певица, но и актриса; от брака си имат дъщеря Косара Марчинкова. С Берова се запознават, когато я разпределят във Варненския театър. Заедно с жена си изпълняват много песни заедно, записват редица албуми и дуетът им се прочува из цяла България, считан за първият български дует в популярната музика. През 70-те и 80-те години на XX век те са най-популярният дует в България. През 1972 г. песните „Шофьорите са като ято“ и „Има една светлинка“ в продължение на осем месеца биват класирани от зрителите на редица музикални предавания. Най-известната тяхна песен е „Семеен спомен за Поморие“, която печели през 1975 г. втора награда на конкурса „Песни за морето, Бургас и неговите трудови хора“ и второ място на „Мелодия на годината“ (1976). През 1977 г. на конкурса „Песни за морето, Бургас и неговите трудови хора“ награди получават песните: „Морето на моето детство“ – първа награда и „Моряци“ – втора награда. В радиоконкурса „Пролет“ са наградени песните: „Слънце в песента“ – трета награда (1977), „Цъфтят бадеми“ (1979) и „Деца на слънцето“ – първа награда (1980). През 1980 г. се представят в конкурса „Песни за морето“ в Рощок, ГДР, и получават втора награда и наградата на публиката. На Международния фестивал в Сопот, Полша, дуетът също е отличен с наградата на публиката. Йордан Марчинков е изнесъл повече от 1000 концерта: с Берова са изнасяли по 150 концерта на месец и около 500 на година, разполагайки с два технически екипа, съпровождащият им оркестър се нарича „Сезони“. Концертните им изяви в чужбина са под името „Дан и Кора“ и включват ГДР, Чехословакия, СССР, Кипър, Италия, Португалия, Близкия изток, Мароко, Алжир и др. След 1989 г. със Стефка Берова правят над 200 безплатни концерта за каузата на СДС. Дуетът има издадени 7 малки плочи, 7 дългосвирещи плочи и 2 компилации. През 2008 г. Стефка Берова издава компилацията „Златните хитове“ в два компактдиска, събрала най-доброто от дуета им. Сред песните в нея са хитове като „Семеен спомен за Поморие“, „Шофьорите са като ято“, „Разказвай ми“, „Огънят, в който горим“, „Обичам те“, „Винаги с тебе“, „Мой роден край“, „Има една светлинка“, „Да живееш е изкуство“, „Когато се разделяме до утре“, „Съдба“ и мн. др. Песните са мастерирани и преработени по най-новите технологии в „Сити студио“ от Бойко Петков – преаранжирани с дигитално добавени нови звуци с цел осъвременяване, като в същото време е гарантиран автентичният им звук. През 1985 г. Марчинков се развежда със Стефка Берова и се жени за настоящата си съпруга Ася.
През 1990 г. спира да пее и имигрира в родната страна на майка си – Швеция, където прекарва 10 години. Там е заедно с жена си и брат си. По-късно се установява на Канарските острови, където работи като агент на недвижими имоти до пенсионирането си. През 2020 г. се връща за постоянно в България.

## Дискография[5]

### Самостоятелни албуми

#### Малки плочи, издадени от „Балкантон“
- „Пее Йордан Марчинков“ – ВТК 2919 (1970)
- „Йордан Марчинков“ – ВТК 3023 (1972)

### Дуетни албуми със Стефка Берова

#### Малки плочи, издадени от „Балкантон“
- „Стефка Берова и Йордан Марчинков“ – ВТК 3207 (1975)
- „Стефка Берова и Йордан Марчинков“ – ВТК 3295 (1976)
- „Стефка Берова и Йордан Марчинков“ – ВТК 3332 (1977)
- „Стефка Берова и Йордан Марчинков“ – ВТК 3354 (1977)
- „Каварна“ – ВТК 3452 (1978)
- „Мой роден край“/ „Българско слънце“ – ВТК 3462 (1978)
- „Парола пролет“/ „Да откраднем време“ – ВТК 3518 (1980)

#### Дългосвирещи плочи, издадени от „Балкантон“
- „Семеен спомен“ – ВТА 10143 (1978)
- „Обичам те“ – ВТА 10316 (1979)
- „Огънят, в който горим“ – ВТА 10651 (1981)
- „Стефка Берова и Йордан Марчинков“ – ВТА 10974 (1982)
- „Стефка Берова и Йордан Марчинков“ – ВТА 11406 (1984)
- „Стефка Берова и Йордан Марчинков“ – ВТА 11983 (1986)
- „Стефка Берова и Йордан Марчинков“ – ВТА 12449 (1990)

#### Компилации
- „Непоправими хора“ (1996)
- „Златни хитове“ (2008)

### Други песни
- „Старите камбани“ (1970) – м. Георги Тимев, т. Ваня Петкова, изп. Йордан Марчинков – от конкурса „Мелодия на годината“
- „Магия“ (1973) – б. т. Милчо Спасов, ар. Симеон Венков, изп. Йордан Марчинков, съпр. орк. „София“, дир. Д. Симеонов – от плочата „Оркестър София и неговите солисти
- „Спомен“ (1973) – м. Александър Йосифов, т. Павел Матев, ар. Иван Янков, изп. Йордан Марчинков, съпр. орк. „София“, дир. Д. Симеонов – от плочата „Оркестър София и неговите солисти“
- „Релси“ (1974) – м. Петър Ступел, т. Матей Шопкин, ар. Симеон Венков, изп. Йордан Марчинков, съпр. орк. „София“, дир. Д. Симеонов – от плочата „Песни за транспорта“

#### Други песни в дует със Стефка Берова
- „Летим по пътищата бели“ (1976) – м. Георги Тимев, т. Стефан Чирпанлиев, съпр. орк. „Балкантон“, дир. Д. Ганев – от малка плоча с В. Бъчварова
- „Бели спомени“ (1977)
- „Карнавална песен“ (1977) – м. Христо Ковачев, т. Веселин Василев, ар. Мишо Ваклинов, съпр. вок. гр. и ЕОКТР, дир. В. Казасян – от плочата „Песни за Габрово“
- „Морето на моето детство“ (1977) – м. Константин Ташев, т. Недялко Йорданов, ар. Константин Драгнев, съпр. ЕСО Бургас, дир. Иван Панталеев – първа награда на конкурса „Песни за Бургас, морето и неговите трудови хора“
- „Старата амфора“ (1978) – м. Йордан Чубриков, т. Богомил Гудев, ар. Димитър Бояджиев, съпр. орк., дир. В. Казасян – от малка плоча с Йорданка Христова
- „Вечерен диалог“ (1979) – м. и ар. Мария Ганева, т. Гергана Иванова – от плочата „Младост“
- „Ще греят в огъня“ (1979) – м. Димитър Вълчев, т. Власо Власов, ар. Мишо Ваклинов – от плочата „Младост“
- „Поэхали“ (1980) – м. Александър Йосифов, т. Димитър Точев и Н. Паниев, ар. Константин Драгнев, съпр. орк., дир. К. Драгнев – от плочата „Звездни братя“
- „Звезди“ (1980) – м. Атанас Бояджиев, т. Евстати Бурнаски, ар. Сашо Младенов – от плочата „Звезда '81“
- „Пак съм при теб“ (1981) – м. Й. Чубриков, т. Ст. Етърски, ар. Д. Бояджиев, съпр. ЕОБР и „Студио В“, дир. В. Казасян – от малка плоча с Панайот Панайотов
- „Любов и музика“ (1981) – м. Кирил Аврамов, т. Иван Тонев, ар. Томи Димчев – наградата на Балкантон на радиоконкурса „Пролет '81“
- „Любовен дует“ (1981) – м. Ангел Заберски, т. Дамян Дамянов, ар. Димитър Гетов – от радиоконкурса „Пролет '81“
- „Обичам те, Пирин“ (1981) – м. и ар. Вили Казасян, т. Богомил Гудев – от плочата „Песни за южния град“
- „Пирине мой“ (1981) – м. и ар. Ангел Заберски, т. Орлин Орлинов – от плочата „Песни за южния град“
- „Пирине, Пирине“ (1981) – м. Георги Костов, т. Милчо Спасов, ар. Недко Трошанов – от плочата „Песни за южния град“
- „Тръгнала ми Яна“ (1981) – м. Атанас Бояджиев, т. Богомил Гудев, ар. Иван Стайков – от плочата „Песни за южния град“
- „Двете девятки“ (1981) – м. Ат. Косев, т. И. Божков, ар. К. Драгнев, съпр. орк., дир. К. Драгнев – от малка плоча с Бисер Киров
- „Огнен дом“ (1983) – м. Кирил Аврамов, т. Йордан Петров, ар. Сашо Александров – от плочата „Кремиковски искри 5 – 25 години МК Кремиковци“
- „Песен за моя град“ (1983) – м. Александър Йосифов, т. Стоян Етърски, ар. Д. Велков, съпр. орк., дир. Д. Велков – от малка плоча „Песен за моя завод“
- „Рози пред всяка врата“ (1984) – м. Христо Ковачев, т. Димитър Ценов, ар. Димитър Бояджиев – от фестивала „Златният Орфей“
- „Сухиндол“ (1985) – м. Й. Чубриков, т. В. Велчев, ар. Ив. Пеев, съпр. ЕОКТР, дир. В. Казасян – от малка плоча „Сухиндол“
- „Здравей, Балчик“ (1986) – м. и ар. Йордан Чубриков, т. Драгни Драгнев, съпр. „LZ“ – от плочата „Песни за Балчик“
- „Тутракански рибари“ (1987) – м. Йордан Чубриков, т. Драгни Драгнев, ар. Вили Казасян – от плочата „Песни за Тутракан и дружбата“
- „Моя Беласица“ (1988) – м. и ар. Сашо Александров, т. Богомил Гудев – от плочата „Песни за южния град 3“
- „Ах, тези габровски шеги“ (1989) – м. и ар. Йордан Чубриков, т. Иван Младенов – от плочата „50 години обувно производство – Габрово“